# Keith Ape
Lee Dong-heon (kor. 이동헌; ur. 25 grudnia 1993 w Seulu), znany jako Keith Ape (키스 에이프), a wcześniej także jako Kid Ash – południowokoreański raper z Seulu. Jest członkiem ekipy o nazwie „The Cohort”. Jego przełomowy singel "잊지마" ("It G Ma") został wydany 1 stycznia 2015 r. i trafił na 5 miejsce listy Billboard K-Town.

## Styl muzyczny
Keith Ape został nazwany „koreańskim OG Maco”. Jego koncert na SOB’s w 2015 roku został uznany jako jeden z 40 najlepszych koncertów według New York Times, który opisał koncert słowami: „niepohamowany chaos” oraz „wyraźny spadkobierca Southern rapu”. Współpracował z raperami takimi jak; XXXTentacion, Ski Mask the Slump God oraz Rich Brian. Jego utwór „Gospel” zdobył certyfikat złotej płyty w USA oraz w Nowej Zelandii. Wydał także EPkę $moke Under The Water we współpracy z trap metalowym zespołem City Morgue.

## Dyskografia

### EP
| Tytuł          | Informacje                                                                      |
| -------------- | ------------------------------------------------------------------------------- |
| BORN AGAIN     | - Wydana: 12 października 2018 - Wytwórnia: 88rising - Format: Digital download |
| Ape Into Space | - Wydana: 8 listopada 2022 - Wytwórnia: UnderWater - Format: Digital download   |
| On! the Run    | - Wydana: 19 lipca 2024 - Wytwórnia: UnderWater - Format: Digital Download      |

### Albumy studyjne
| Tytuł                                     | Informacje                                                                                |
| ----------------------------------------- | ----------------------------------------------------------------------------------------- |
| MOD: Ape's Basics in Time and Play        | - Wydany: 20 września 2021 - Wytwórnia: UnderWater - Format: LP, CD, Digital download     |
| A.A.T (Aquatic Ape Theory) The Lost Tapes | - Wydany: 17 października 2022 - Wytwórnia: UnderWater - Format: Kaseta, Digital download |
| The X-Mas Is Mine                         | - Wydany: 25 grudnia 2023 - Wytwórnia: UnderWater - Format: Digital download              |

### Kolaboracyjne albumy
| Tytuł                                  | Informacje                                                                                    |
| -------------------------------------- | --------------------------------------------------------------------------------------------- |
| Project: Brainwash (jako Kid Ash z G2) | - Wydany: 22 stycznia 2014 - Wytwórnia: Luminant Entertainment - Format: CD, digital download |
| $moke Under the Water (z City Morgue)  | - Wydany: 11 marca 2022 - Wytwórnia: Hikari-Ultra, UnderWater - Format: Digital download      |